# Faeřané
Faeřané (faersky Føroyingar) jsou lidé, kteří patří mezi severní germánské národy, kam náleží ještě Islanďané, kteří jsou Faeřanům příbuzností nejblíže – společně s nimi náleží do tzv. ostrovní větve severních Germánů a také Norové, Švédi a Dánové. Většina jich žije na Faerských ostrovech, které byly osídleny předky moderních Faeřanů již v 7. století.

## Jazyk
Faeřané mluví faerštinou, která patří mezi germánské jazyky, přesněji mezi jejich severní větev a ještě přesněji mezi tzv. ostrovní větev severogermánských jazyků, kam patří společně s islandštinou.

## Původ
Předci moderních Faeřanů připluli na Faerské ostrovy někdy v 7. století, vytlačili několik křesťanských mnichů a sami je ovládli. Prvním písemným důkazem o přítomnosti germánských kolonizátorů na ostrovech je slavný Sandavágurský kámen. Prvotní osídlení je také zaznamenáno v islandských ságách.
Moderní výzkum DNA prokázal, že faerští muži mají původ z 87% skandinávský, ale ženský původ je z 84% skotsko – irský, takže spíše keltský, což by svědčilo o kontaktech mezi Vikingy a irskými a skotskými Kelty.